# Rossford
Rossford és una població dels Estats Units a l'estat d'Ohio. Segons el cens del 2000 tenia 6.406 habitants.

## Demografia
Segons el cens del 2000, Rossford tenia 6.406 habitants, 2.610 habitatges, i 1.743 famílies. La densitat de població era de 575,2 habitants per km².
Dels 2.610 habitatges en un 32,2% hi vivien nens de menys de 18 anys, en un 52,4% hi vivien parelles casades, en un 10,9% dones solteres, i en un 33,2% no eren unitats familiars. En el 28,4% dels habitatges hi vivien persones soles l'11,7% de les quals corresponia a persones de 65 anys o més que vivien soles. El nombre mitjà de persones vivint en cada habitatge era de 2,45 i el nombre mitjà de persones que vivien en cada família era de 3,04.
Per edats la població es repartia de la següent manera: un 25,4% tenia menys de 18 anys, un 8,7% entre 18 i 24, un 29,2% entre 25 i 44, un 22,9% de 45 a 60 i un 13,8% 65 anys o més.
L'edat mediana era de 37 anys. Per cada 100 dones de 18 o més anys hi havia 87,7 homes.
La renda mediana per habitatge era de 43.776 $ i la renda mediana per família de 57.442 $. Els homes tenien una renda mediana de 40.516 $ mentre que les dones 27.560 $. La renda per capita de la població era de 25.119 $. Aproximadament el 2,7% de les famílies i el 3,7% de la població estaven per davall del llindar de pobresa.

## Poblacions més properes
El següent diagrama mostra les poblacions més properes.